# 김경록 (가수)
김경록(1983년 12월 4일~)은 대한민국의 가수로 보컬 그룹 V.O.S의 멤버이다.

## 경력
2002년 언더그라운드에서 블루스 록 음악 가수로 처음 활약하였다가 이후 2004년 3월 3일, R&B 보컬 음악 그룹 《V.O.S》의 보컬리스트로 정식 데뷔하였다.
2016년 1월부터 2018년 8월까지 '해피페이스 엔터테인먼트'가 소속사였었다. 그 이후 2024년 3월부터 지금의 '레이벡스'로 소속사를 늦깎이 이전했다.

## 학력
- 서대전고등학교 졸업(2002년 2월)
- 동아대학교 철학과 중퇴(2002년 8월)
- 대불대학교 음악학과 중퇴(2003년 2월)
- 우송정보대학 실용음악학과 전문학사(2006년 2월)

## 음반 목록

### 참여 음반
- 간택 - 여인들의 전쟁 OST Part 2 - 시간아 제발

## 방송 출연
- 2016년 MBC 《미스터리 음악쇼 복면가왕》 - 거리의 악사 (참가자 및 2라운드)
- 2019년 MBC 《미스터리 음악쇼 복면가왕》 - 준비하시고~ 가왕석으로~ 쏘세요! 큐피드! (재도전 및 우승)
- 2021년 TV조선 《사랑의 콜센타》 게스트